# Bangsamoro

Vlag van Bangsamoro

Bangsamoro is een gebied in de Filipijnen. Het gebied wordt geclaimd door het Moro Islamic Liberation Front (MILF). Het MILF heeft als doel de stichting van de republiek Bangsamoro, een onafhankelijke islamitische staat in het zuiden van de Filipijnen.

## Terminologie
De term Bangsamoro wordt ook wel gebruikt als men het heeft over Filipijnse moslims in het algemeen. Het woord komt van het Maleisische woord bangsa, dat natie of volk betekent en het Spaanse woord moro, dat is afgeleid van het oudere Spaanse woord Moor. Dit was de term die tijdens de Reconquista periode gebruikt werd voor Arabieren en moslims.

## Provincies
Bangsamoro omvat de provincies:
- Lanao del Sur
- Maguindanao
- Cotabato
- South Cotabato
- Davao del Sur
- Sarangani
- Sultan Kudarat
- Zamboanga del Sur
- Zamboanga del Norte
- Basilan
- Sulu
- Tawi-Tawi

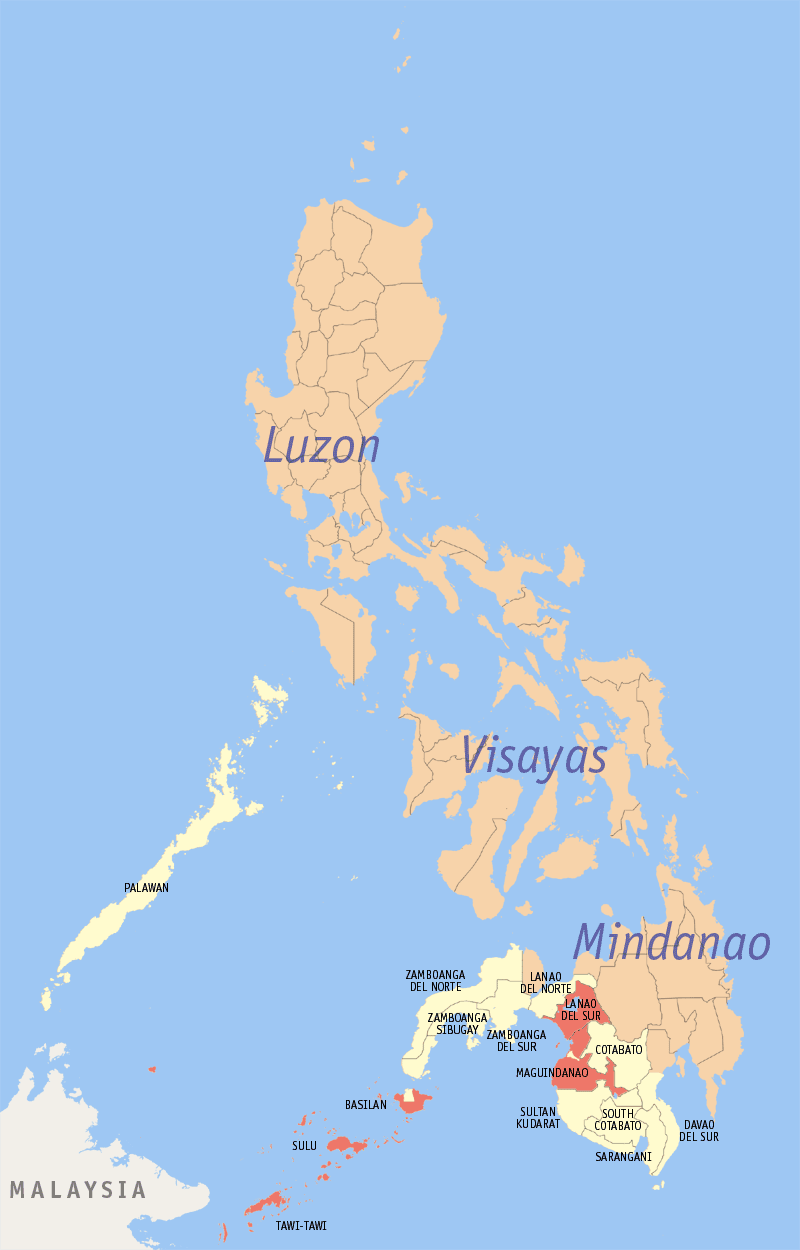
In rood het gebied dat op autonome basis door de moslims bestuurd wordt. In geel de overige delen waarvan de bedoeling was (ten tijde van het Tripoli-akkoord in 1976) dat deze onder moslimbestuur zouden gaan vallen.

Daarnaast wordt ook het zuidelijk deel van Palawan ertoe gerekend.

## Vredesbespreking
Vredesbesprekingen tussen de regering en het MILF hebben geleid tot het ondertekenen van een Kaderovereenkomst voor Bangsamoro. Dit zal de facto betekenen dat de Autonome Regio Moslim Mindanao (ARMM) zal worden vervangen door de nieuwe autonome entiteit Bangsamoro, met meer autonomie. Een Basiswet die als statuut voor Bangsamoro dient is in de ontwerpfase en zal waarschijnlijk in 2016 van kracht worden.